# Puchar Polski w pétanque
Puchar Polski w pétanque po raz pierwszy odbył się nieoficjalnie w 2002 r. (Puchar Polski Par Mieszanych w 2004). Prestiżowy turniej rozgrywany systemem: runda eliminacyjna bucholtz / faza play-off. Od 2011 r. turniej ten został zamknięty tzn. przeznaczony jedynie dla zawodników posiadających licencje Polskiej Federacji Petanque. Wyjątkiem jest organizowany od 2011 roku Halowy Puchar Polski w Petanque, który pozostaje turniejem open.

## Puchar Polski Singli (fr.tête-à-tête)
| Data | Złoto                                              | Srebro                                  | Brąz                                                         |
| ---- | -------------------------------------------------- | --------------------------------------- | ------------------------------------------------------------ |
| 2002 | Jarosław Dąbrowski                                 | Mateusz Krawczyk                        | b.d                                                          |
| 2003 | Mateusz Markiewicz                                 | Daniel Siara                            | Marek Ostrowski                                              |
| 2004 | Grzegorz Ostrowski                                 | Tomasz Lipczyński                       | Arkadiusz Wróbel                                             |
| 2005 | Jędrzej Śliż                                       | Daniel Planche                          | Kamil Ladaczek                                               |
| 2006 | Jędrzej Śliż Żywiecki Klub Boules                  | Paweł Maroń OKS „Sokół” Wrocław         | Andrzej Śliż Żywiecki Klub Boules                            |
| 2007 | Jędrzej Śliż Żywiecki Klub Boules                  | Krzysztof Krot „ULE – BOULES” WARSZAWA  | Andrzej Śliż Żywiecki Klub Boules                            |
| 2008 | Krzysztof Gawrych ”VA-BANQUE” GORZÓW WLKP          | Andrzej Munikowski Żywiecki Klub Boules | Paweł Pulak KSP Broen-Karo Dzierżoniów                       |
| 2009 | Mateusz Markiewicz UPKS Bula Łódź                  | Andrzej Śliż Żywiecki Klub Boules       | Paweł Pulak KSP Broen-Karo Dzierżoniów                       |
| 2010 | Maciej Hańczuk KSP „Słowianka” Gorzów Wielkopolski | Rafał Kaczmarek TS Liskowiak Lisków     | Mateusz Wojna Śremski Klub Petanque                          |
| 2011 | Sergiusz Gądek KSP Jedlina-Zdrój                   | Patryk Witkowski KSP Jedlina-Zdrój      | Marcin Kutyła Myślenicki Klub Petanque                       |
| 2012 | Rafał Kaczmarek TS Liskowiak Lisków                | Marcin Chmiel Dębickie Bractwo Kulkowe  | Dominik Pilarski L'Equipe Petanque Club B.O. Bytom Odrzański |

## Puchar PolskiDubletów
| Data | Złoto                                                         | Srebro                                                                                      | Brąz                                                                          |
| ---- | ------------------------------------------------------------- | ------------------------------------------------------------------------------------------- | ----------------------------------------------------------------------------- |
| 2002 | Andrzej Śliż, Jędrzej Śliż                                    | b.d                                                                                         | b.d                                                                           |
| 2003 | Tomasz Lipczyński, Dominik Pilarski ASV Wrocław               | Mateusz Krawczyk, Arkadiusz Wróbel                                                          | b.d.                                                                          |
| 2004 | Andrzej Śliż, Jędrzej Śliż                                    | Edward Gajewski, Jarosław Nowak                                                             | Dominik Pilarski, Tomasz Lipczyński                                           |
| 2005 | Andrzej Śliż, Jędrzej Śliż                                    | Arkadiusz Wróbel, Marek Munikowski                                                          | Dominik Pilarski, Tomasz Lipczyński                                           |
| 2006 | Andrzej Śliż, Jędrzej Śliż Żywiecki Klub Boules               | Rutkowski Marcin, Jankowski Paweł UPKS Bula Łódź/„ULE – BOULES” WARSZAWA                    | Melski Augustyn, Matczuk Piotr KSP Broen-Karo Dzierżoniów/KS Petanka Wrocław/ |
| 2007 | Jerzy Krawczyk, Ryszard Kowalski KSP Broen-Karo Dzierżoniów   | Błasiak Piotr, Pulak Paweł KSP Broen-Karo Dzierżoniów                                       | Andrzej Śliż, Jędrzej Śliż Żywiecki Klub Boules                               |
| 2008 | Andrzej Śliż, Jędrzej Śliż Żywiecki Klub Boules               | Janina Brzeźna, Rajmund Czubak WAŁBRZYCH/K.S.P im. K. Lisiewicza W-CH                       | Tomasz Lipczyński, Daniel Lipczyński EKS „Kolektyw” Radwanice                 |
| 2009 | Ryszard Kowalski, Zdzisław Cilindź KSP Broen-Karo Dzierżoniów | Zdzisław Kmieciak, Krzysztof Gawrych KS Petanka Wrocław/KSP „Słowianka” Gorzów Wielkopolski | Jakub Grewling, Dawid Wojciechowski Śremski Klub Petanque                     |
| 2010 | Tomasz Lipczyński, Dominik Pilarski EKS „Kolektyw” Radwanice  | Szymon Wojciechowski, Daniel Cichocki Śremski Klub Petanque                                 | Piotr Błasiak, Katarzyna Bąbik KSP Broen-Karo Dzierżoniów/OKS „Sokół” Wrocław |
| 2011 | Rafał Kaczmarek, Robert Hojnacki TS Liskowiak Lisków          | Edward Serafin, Kazimierz Jacak KSP Jedlina-Zdrój                                           | Marian Jarmondowicz, Yassin Ben Ammar UPKS Bula Łódź/Żywiecki Klub Boules     |
| 2012 | Marek Broniecki, Konrad Broniecki TS Liskowiak Lisków         | Leszek Złotowski, Piotr Sobolewski ŚKPP Buler Śrem                                          | Paweł Pulak, Artur Gickiel KSP Broen-Karo Dzierżoniów                         |

Puchar Polski 2012 dublety:

## Puchar PolskiTripletów
| Data             | Złoto | Srebro                                                                                         | Brąz |
| ---------------- | --- | ---------------------------------------------------------------------------------------------- | --- |
| 2002             | Mariola Wróbel, Jarek Dąbrowski, Gabriel Szulc                                                               | b.d.                                                                                           | b.d. |
| 2003             | Piotr Błasiak, Wojciech Cilindź, Łukasz Krawczyk                                                             | Bogusław Biel, Wanda Biel, Marta Pelc ŻTB Żywiec                                               | Salisz Henryk, Salisz Małgorzata, Bałdan Ryszard                                                              |
| 2004             | Andrzej Śliż, Jędrzej Śliż, Katarzyna Śliż ŻTB Żywiec                                                        | Jerzy Siara, Daniel Siara, Piotr Siara KSP Jedlina-Zdrój                                       | Wanda Biel, Wioletta Śliż, Bogusław Biel ŻTB Żywiec                                                           |
| 2005             | Mariola Wróbel, Ryszard Kowalski, Zdzisław Cilindź KSP Broen-Karo Dzierżoniów                                | Jarosław Nowak, Bogusław Zając, Edward Gajewski                                                | Katarzyna Krupińska, Michał Krupiński, Radosław Turkowski                                                     |
| 2006             | Daniel Planche, Cezary Werszczyński, Maciej Kowalski                                                         | Kamil Orpel, Leszek Orpel, Jerzy Siara KSP Jedlina-Zdrój                                       | Marek Munikowski, Andrzej Munikowski, Zdzisław Kmieciak OKS „Sokół” Wrocław/KS Petanka Wrocław/               |
| 2007             | Andrzej Śliż, Jędrzej Śliż, Szymon Kubiesa Żywiecki Klub Boules                                              | Joanna Kastelik, Anna Kastelik, Edward Kastelik KSP Broen-Karo Dzierżoniów                     | Bogusław Biel, Daniel Siara, Dominik Pilarski Żywiecki Klub Boules/KSP Jedlina-Zdrój/EKS „Kolektyw” Radwanice |
| 2008             | Anna Janicka, Marek Bąba, Paweł Maroń OKS „Sokół” Wrocław                                                    | Artur Pacześniak, Michał Brzeszkiewicz, Paweł Jankowski UPKS Bula Łódź/„ULE – BOULES” WARSZAWA | Mariola Wróbel, Ryszard Kowalski, Augustyn Melski KSP Broen-Karo Dzierżoniów                                  |
| 2009             | Andrzej Śliż, Jędrzej Śliż, Szymon Kubiesa Żywiecki Klub Boules                                              | Paweł Czaja, Jakub Farjaszewski, Ireneusz Czaja CHTP-F Chojnice                                | Dominik Pilarski, Andrzej Ślusarski, Arkadiusz Sosiński EKS „Kolektyw” Radwanice/KS Petanka Wrocław           |
| 24 kwietnia 2010 | Gabriel Kaźmierczak, Emil Szafrański, Edmund Łukaszewski KSP Jedlina-Zdrój                                   | Jacek Pakos, Kamil Ladaczek, Marek Munikowski OKS „Sokół” Wrocław                              | Marcin Rutkowski, Mateusz Markiewicz, Przemysław Rosiak, Bartłomiej Zagdan UPKS Bula Łódź                     |
| 2011             | Artur Pacześniak, Łukasz Kudła, Marek Munikowski UPKS Bula Łódź/L'EQUIPE Bytom Odrzański/OKS „Sokół” Wrocław | Stefan Bartkowiak, Mateusz Bartkowiak, Janusz Stępniak ŚKPP Buler Śrem                         | Robert Kaczmarek, Konrad Broniecki, Robert Hojnacki TS Liskowiak Lisków                                       |
| 21 kwietnia 2012 | Jerzy Siara, Daniel Siara, Edward Serafin KSP Jedlina-Zdrój                                                  | Andrzej Śliż, Jędrzej Śliż, Szymon Kubiesa Żywiecki Klub Boules                                | Przemysław Rosiak, Mateusz Markiewicz, Tomasz Lipczyński UPKS Bula Łódź/EKS „Kolektyw” Radwanice              |

### Halowy Puchar Polski Tripletów
Turniej rozgrywany jest przed oficjalnym terminem - 15 kwietnia - rozpoczynającym sezon petanki w Polsce. Jako jedyny turniej pucharowy w Polsce rozgrywany jest w formule open, by w nim wystąpić nie trzeba być posiadaczem licencji zawodnika klubu zrzeszonego w PFP. Tym samym turniej jest otwarty na zawodników z zagranicy oraz niezrzeszonych.
Pierwszy Ogólnopolski Halowy Turniej Petanque o Puchar PFP odbył się 19 marca 2011. Zawody miały miejsce w Lesznie, a gospodarzem imprezy było TKKF „Leszczynko”. W historycznych, pierwszych zawodach wystąpiło 46 tripletów. 03 marca 2012 w tym samym miejscu rozegrany został II Halowy Puchar Polski tripletów o Puchar PFP (nazwa została zmodyfikowana). Wzięło w nim udział 39 tripletów. W roku 2013 wzięło udział 38 tripletów (190 zawodników wliczając turniej dubletów z dnia 24. marca).
| Data                   | Złoto                                                                               | Srebro                                                                         | Brąz                                                                                    |
| ---------------------- | ----------------------------------------------------------------------------------- | ------------------------------------------------------------------------------ | --------------------------------------------------------------------------------------- |
| 19 marca 2011 Leszno   | Jarosław Cybulak, Radosław Banaszkiewicz, Artur Skórzak UPKS Bula-Kalonka Łódź      | Rafał Kaczmarek, Robert Hojnacki, Konrad Broniecki TS Liskowiak Lisków         | Piotr Milicki, Sławomir Łuszczewski, Piotr Sobolewski Śremski Klub Petanque             |
| 3 marca 2012 Leszno    | Dawid Żądło, Marcin Kutyła, Rafał Teufel Myślenicki Klub Petanque                   | Arleta Neumann, Zbigniew Pieprzyk, Paweł Pieprzyk ŚKPP Buler Śrem              | Edward Serafin, Daniel Siara, Kazimierz Jacak KSP Jedlina-Zdrój                         |
| 23 marca 2013 Boszkowo | Drużyna „Dragon” - Kamil Orpel, Sergiusz Gądek, Dawid Matuszewski KSP Jedlina-Zdrój | Petro Hoys, Aleksandra Shevchenko, Ludmiła Fedoryshyna (reprezentanci Ukrainy) | Drużyna „Karambol” - Dawid Żądło, Marcin Kutyła, Łukasz Święch Myślenicki Klub Petanque |

## Puchar PolskiMikstów
| Data | Złoto                                                                                    | Srebro                                                                     | Brąz                                                                             |
| ---- | ---------------------------------------------------------------------------------------- | -------------------------------------------------------------------------- | -------------------------------------------------------------------------------- |
| 2004 | Katarzyna Śliż, Jędrzej Śliż Żywiecki Klub Boules                                        | Wanda Biel, Bogusław Biel Żywiecki Klub Boules                             | Wioletta Śliż, Andrzej Śliż Żywiecki Klub Boules                                 |
| 2005 | Katarzyna Śliż, Jędrzej Śliż Żywiecki Klub Boules                                        | Wioletta Śliż, Andrzej Śliż Żywiecki Klub Boules                           | Edyta Cłapka, Jakub Jaworowicz                                                   |
| 2006 | Mariola Wróbel, Ryszard Kowalski Żywiecki Klub Boules                                    | Anna Janicka, Paweł Maroń OKS „Sokół” Wrocław                              | Katarzyna Śliż, Jędrzej Śliż Żywiecki Klub Boules                                |
| 2007 | Anna Zając, Tomasz Lipczyński KSP Broen-Karo Dzierżoniów                                 | Marta Wojtkowska, Daniel Siara KSP Broen-Karo Dzierżoniów                  | Marta Mazurkiewicz, Daniel Plunche Żywiecki Klub Boules                          |
| 2008 | Mariola Wróbel, Ryszard Kowalski KSP Broen-Karo Dzierżoniów                              | Paulina Krystkowska, Paweł Jankowski „ULE – BOULES” WARSZAWA               | Anna Mazurkiewicz, Janusz Mazurkiewicz EKS „Kolektyw” Radwanice                  |
| 2009 | Małgorzata Salisz, Tomasz Lipczyński KSP Broen-Karo Dzierżoniów/EKS „Kolektyw” Radwanice | Marta Wojtkowska, Zdzisław Kmieciak KS Petanka Wrocław                     | Anna Pilarska, Dominik Pilarski OKS „Sokół” Wrocław/EKS „Kolektyw „ Radwanice    |
| 2010 | Arleta Neuman, Paweł Pieprzyk ŚKPP Buler Śrem                                            | Katarzyna Śliż, Jassine Ben Ammar Żywiecki Klub Boules                     | Katarzyna Karwowska, Arkadiusz Sosiński EKS „Kolektyw” Radwanice                 |
| 2011 | Wioletta Śliż, Andrzej Śliż Żywiecki Klub Boules                                         | Alicja Święch, Kamil Ladaczek Myślenicki Klub Petanque/OKS „Sokół” Wrocław | Marta Wojtkowska, Wojciech Cilindź KS Petanka Wrocław/KSP Broen-Karo Dzierżoniów |
| 2012 | Alicja Święch, Kamil Ladaczek Myślenicki Klub Petanque/OKS „Sokół” Wrocław               | Katarzyna Bąbik, Piotr Błasiak OKS „Sokół” Wrocław                         | Wioletta Śliż, Andrzej Śliż Żywiecki Klub Boules                                 |